# Telgruc-sur-Mer
Telgruc-sur-Mer è un comune francese di 2 170 abitanti situato nel dipartimento del Finistère nella regione della Bretagna.

## Società

### Evoluzione demografica
Abitanti censiti